# 兔頭瓢鰭鰕虎魚
兔頭瓢鰭鰕虎魚（学名：Sicyopterus lagocephalus），又稱兔頭禿頭鯊、灰黑瓢鰭鰕虎魚为輻鰭魚綱鱸形目鰕虎亞目鰕虎科瓢鰭鰕虎魚屬下的一个种。

## 分布
廣泛分布於印度洋及太平洋淡水、半鹹水及海域，從東非葛摩至法屬玻里尼西亞，屬於底棲性魚類，深度為0-5公尺。

## 特徵
本魚體延長，前部成圓柱形，後部側扁，體色褐色至青色，雄魚具有藍黑色金屬光澤。體背側具有7-8個黑色斑塊，體側具有6-7雲斑，眼小，吻圓鈍，口下位，成馬蹄狀，上唇厚，下頷具有彎曲細齒。鰓孔狹小，體被小櫛鱗，具2背鰭，第一背鰭硬棘4枚，第3硬棘長，第二背鰭硬棘1枚，背鰭軟條11枚，臀鰭硬棘1枚，臀鰭軟條10枚、胸鰭軟條19-20枚，雄魚尾鰭金黃至橘紅色，雌魚第二背鰭具斑點，尾鰭僅有馬蹄狀斑紋，體長可達13公分。

## 生態
成魚棲息在岩石底質，水流快速、水質清澈，森林茂密的森林溪流，成魚將卵產在岩石上，卵成團塊狀，並有蛋白質絲狀物將其固定在岩石上，幼魚孵化後，由向海裡成長，成魚後洄游至淡水溪流。

## 經濟利用
具商業性，可做為食用魚。